# الحميدي (حلب)
الحميدي قرية تابعة لمنطقة جبل سمعان في محافظة حلب في سوريا. تقع جنوب مدينة حلب وتتبع ناحية تل الضمان.